# Prinzregentenplatz 23 (München)

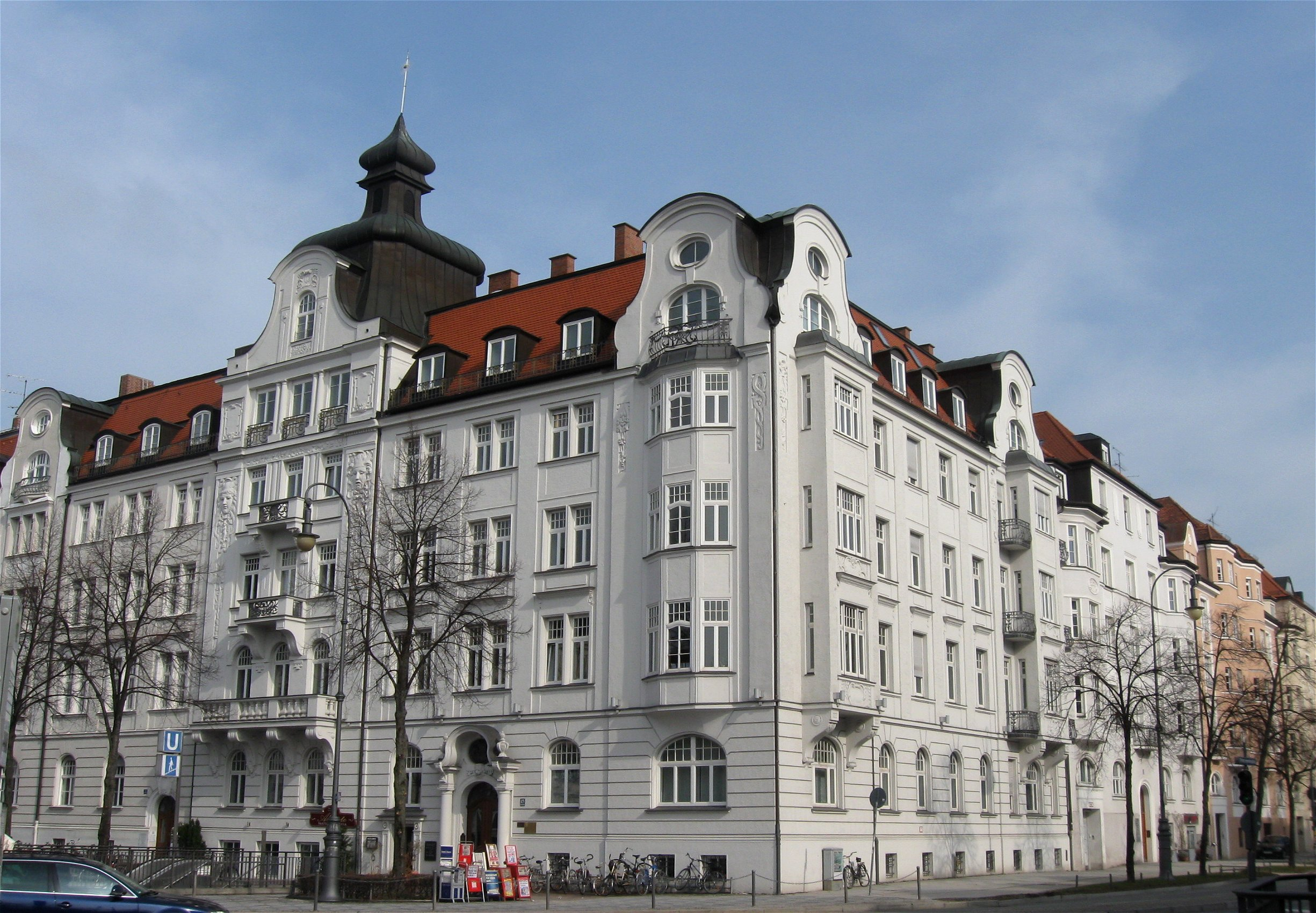
Haus Prinzregentenplatz 21 und 23 in München-Bogenhausen

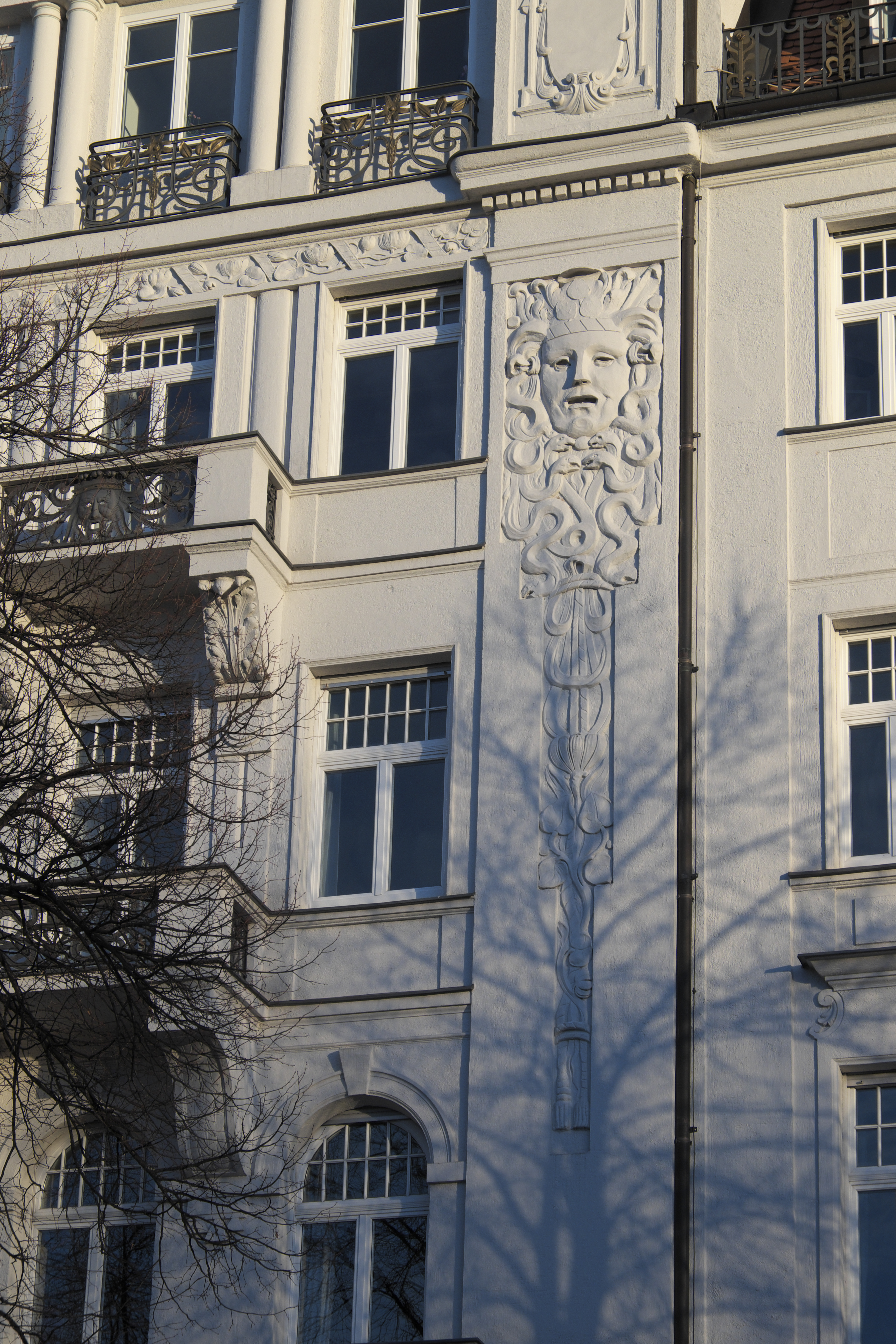
Stuckdekor

Das Gebäude Prinzregentenplatz 23 ist ein denkmalgeschütztes Mietshaus im Münchner Stadtteil Bogenhausen.
Das Eckhaus am Prinzregentenplatz in barockisierendem Jugendstil wurde um 1900 wohl nach Plänen des Architekten Carl Vent errichtet. Es bildet mit dem Haus Prinzregentenplatz 21 eine Gruppe.